# Rhinoceros
Rhinoceros là một chi điển hình của Họ Tê giác. Tên Rhinoceros có nguồn gốc từ tiếng Hy Lạp, trong đó rhino có nghĩa là mũi, và ceros có nghĩa là sừng.

## Các loài
Hiện nay đã xác định được hai loài thuộc chi này còn tồn tại là:
- Rhinoceros sondaicus - Tê giác Java
- Rhinoceros unicornis - Tê giác Ấn Độ

Loài tê giác Java hiện nay là một trong những loài động vật có vú lớn đang ở trong tình trạng nguy cấp nhất trên thế giới, với chỉ khoảng 60 cá thể còn sống sót, và chỉ sống ở hai nơi Java, Indonesia (và Việt Nam trước năm 2010).

## Phân loại
Chi Tê giác bao gồm:
- Tê giác Ấn Độ (R. unicornis) Linnaeus, 1758
- Tê giác Java (R. sondaicus) Desmarest, 1822
- † R. hemitoxhus
- † R. leptorhinus
- † R. philippinensis mô tả bởi von Koenigswald năm 1956 là hài cốt hóa thạch được tìm thấy ở Cagayan tỉnh của Philippines.
- † R. sinensis

## Hình ảnh

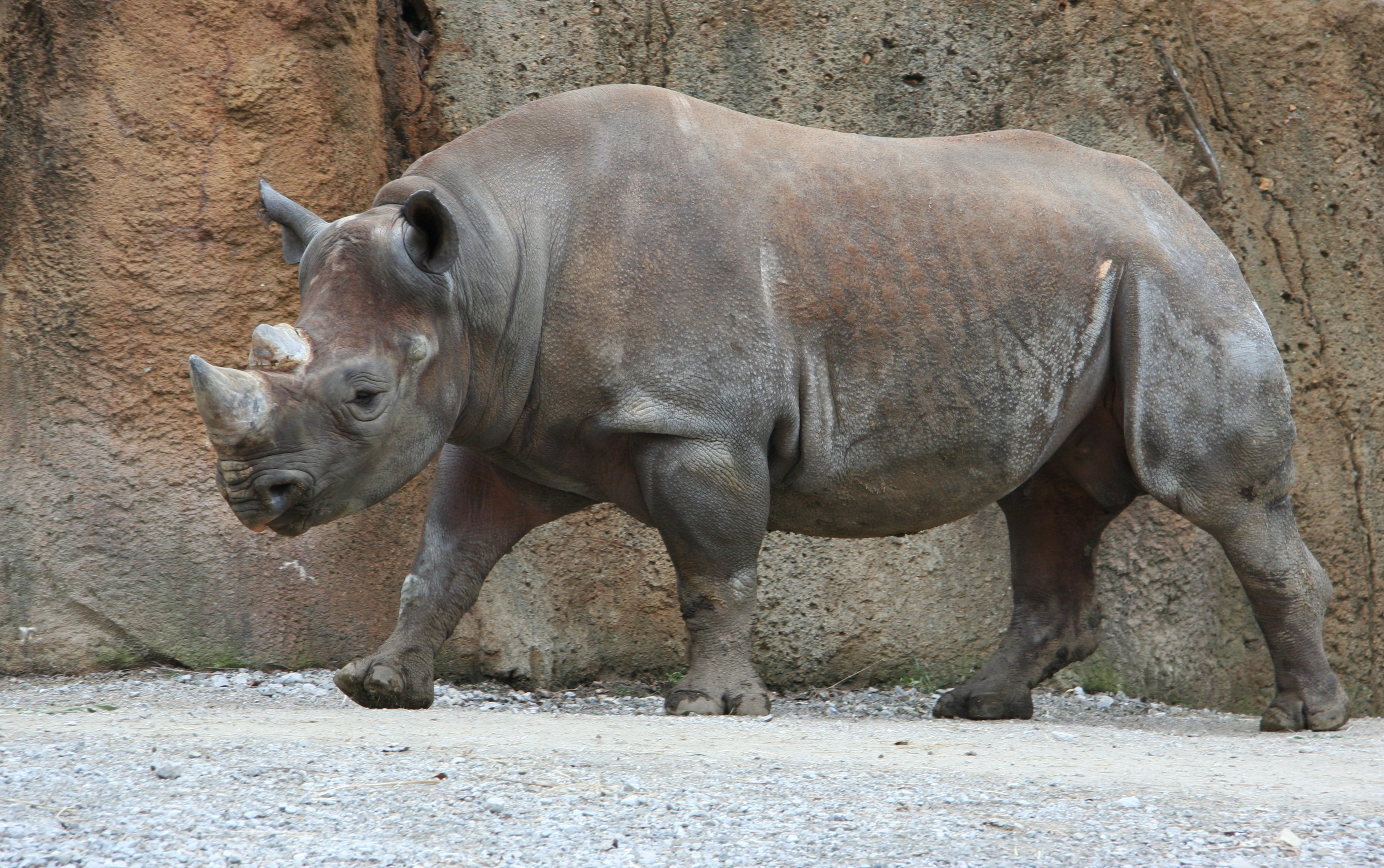
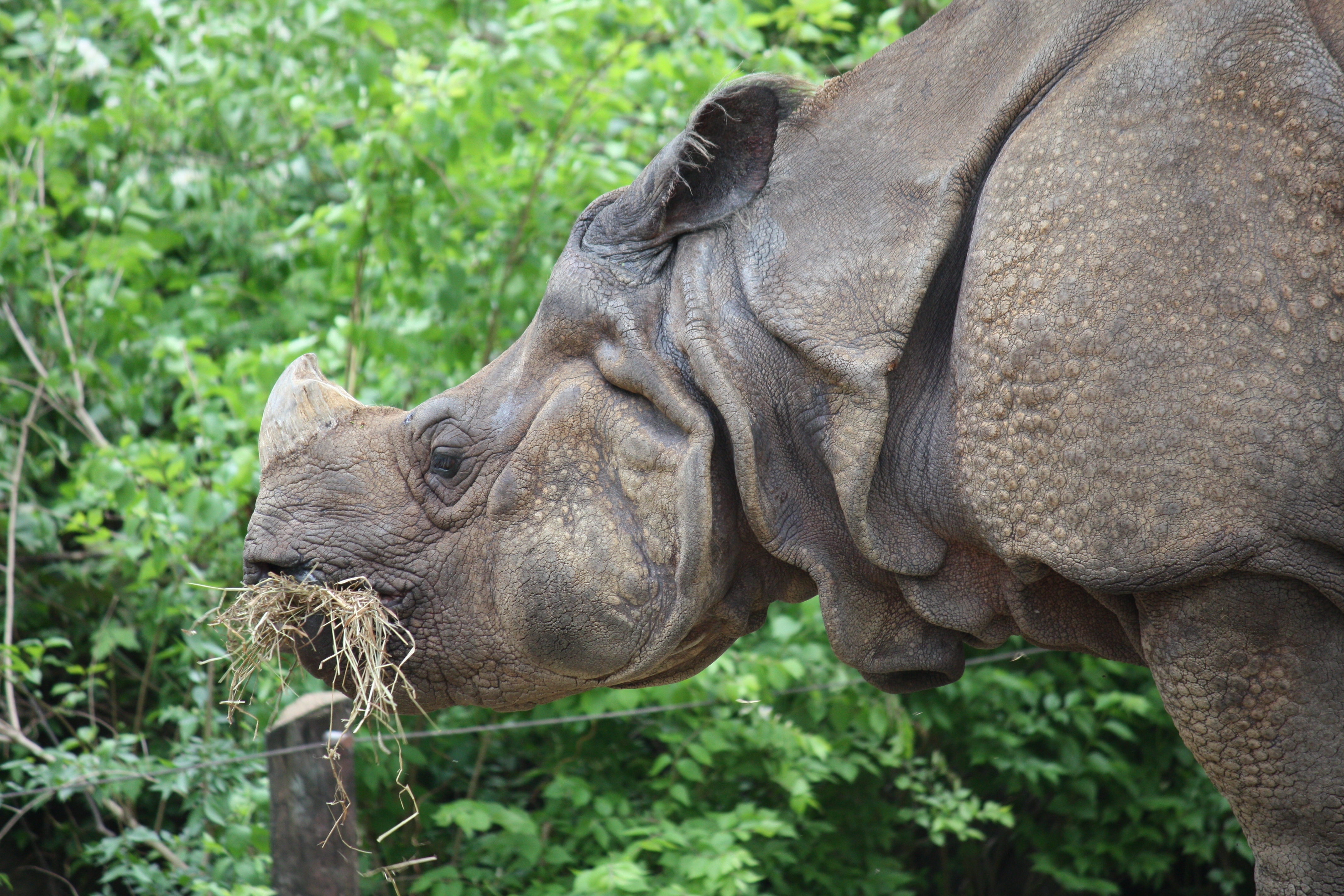
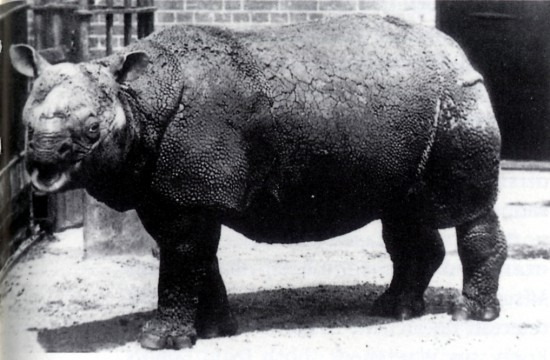
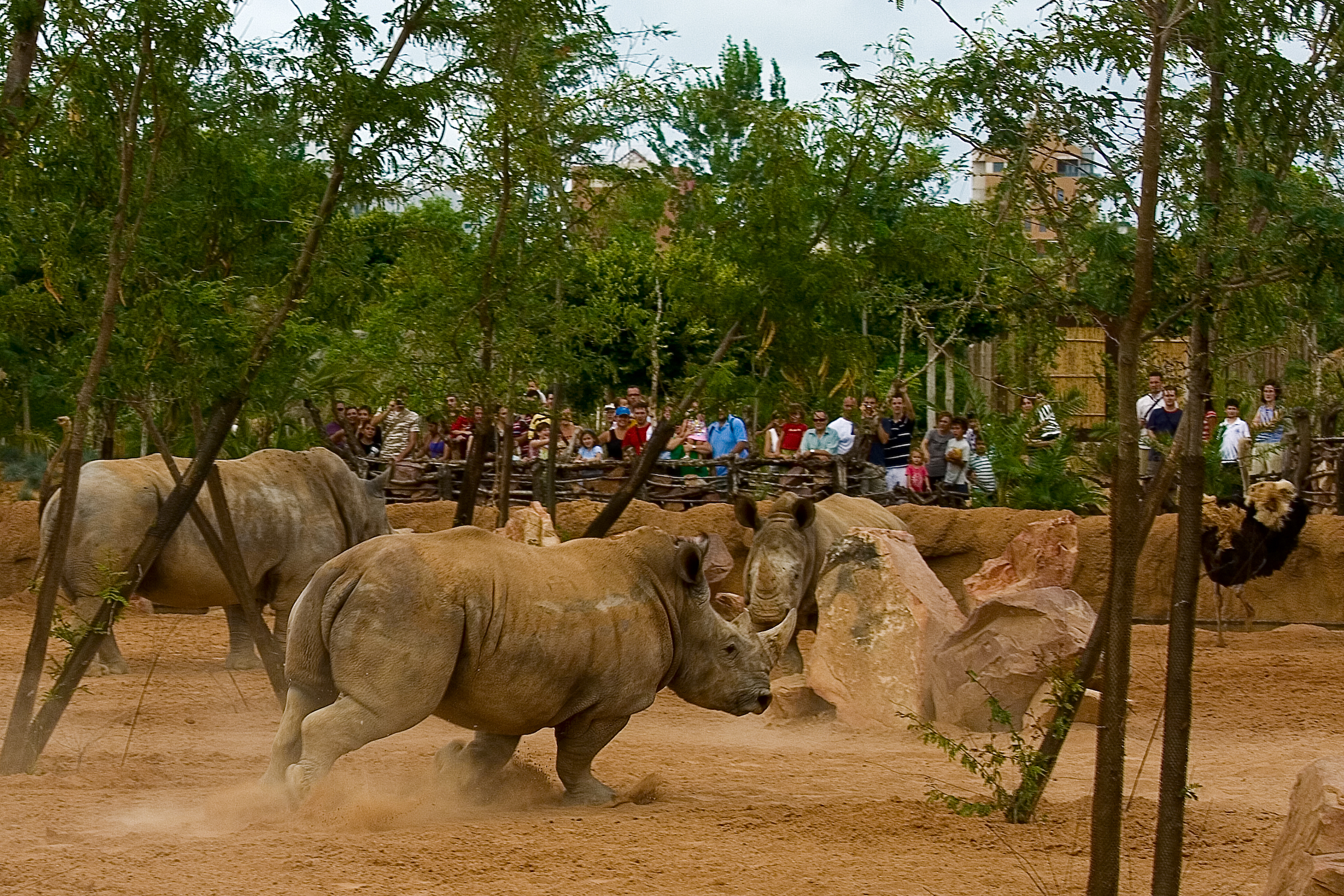